# Domessargues
Domessargues é uma comuna francesa na região administrativa de Occitânia, no departamento de Gard. Estende-se por uma área de 7,32 km². Em 2010 a comuna tinha 766 habitantes (densidade: 104,6 hab./km²).